# جيم بيرك (رسام توضيحي)
جيم بيرك (بالإنجليزية: Jim Burke)‏ هو رسام توضيحي أمريكي، ولد في 1973.